# 维塔利·拉扎列维奇·金兹堡
维塔利·拉扎列维奇·金兹堡（俄语：Виталий Лазаревич Гинзбург，羅馬化：Vitaly Lazarevich Ginzburg，1916年10月4日—2009年11月8日），苏联著名理论物理学家和天体物理学家。

## 生平
金兹堡1916年出生于莫斯科。1938年毕业于莫斯科大学物理系。1942年在莫斯科大学获得物理学博士学位。1944年加入联共（布）。从1940年起，金兹堡一直在莫斯科列别捷夫物理研究所任职至今，并且曾任该研究所理论室主任。为俄罗斯科学院顾问（2003年）。
1950年，金兹堡同朗道在朗道二级相变理论的基础上提出了一个描述超导现象的模型（金兹堡-朗道方程）。在这个模型的基础上，苏联物理学家阿列克谢·阿布里科索夫在1957年对第二类超导体的特性做出了理论上的解释。为了表彰这个模型在超导理论研究中的突出贡献，2003年的诺贝尔物理学奖授予了这两位科学家以及安东尼·莱格特（以表彰其对超流理论的贡献）。
此外，金兹堡对物理学的贡献还包括电磁波在等离子体中的传播理论、宇宙射线的形成理论。在20世纪五十年代苏联研制氢弹的过程中，金兹堡也扮演了关键角色。
2009年11月8日在莫斯科因病逝世。